# Apulanta
Apulanta é uma banda de rock finlandesa formada em 1991 em Heinola. 

## Álbuns
- Attack of the AL People (1994)
- Ehjä (1996)
- Kolme (1997)
- Aivan kuin kaikki muutkin (1998)
- Plastik (2000)
- Heinola 10 (2001)
- Hiekka (2002)
- Kiila (2005)
- Eikä vielä ole edes ilta (2007)
- Kuutio (kuinka aurinko voitettiin) (2008)
- Kaikki kolmesta pahasta (2012)
- Kunnes siitä tuli totta (2015)
- Sielun kaltainen tuote (2022)

## Membros
- Toni Wirtanen - vocais, guitarra (1991-)
- Sipe Santapukki - bateria (1991-)
- Sami Lehtinen - baixo (2005-)